# Kežmarská Biela voda
Kežmarská Biela voda  je řeka na Slovensku protékající Dolinou Kežmarskej Bielej vody, odvodňující východní část Vysokých Tater. Je hlavním vodním tokem tohoto údolí. Vzniká v nadmořské výšce asi 1320 m sloučením dvou potoků: Zeleného potoka (vytéká ze Zeleného plesa Kežmarského) a Napájadlového potoka (přitéká z údolí Predné Meďodoly). Kežmarská Biela voda po opuštění Vysokých Tater vtéká do Podtatranské kotliny a těsně pod Kežmarkem se vlévá do řeky Poprad.
Řeka protéká korytem vyplněným velkými a vodou opracovanými žulovými bloky. Její průměrný spád je 105 m/km. Ve vzdálenosti asi 20 minut od lokality Bílá voda protíná potok až na holou skálu vysoký morénový zlom zvaný Bílý břeh.
Podél řeky a jejích dvou horních zdrojnic vedou z okolí Kežmarských Žlabů a Tatranských Matliar do vyšších poloh údolí dvě turistické stezky: údolím Zeleného plesa a údolím Bielych plies.

## Název řeky
Název Bílé vody patří mezi první geografické názvy ve Vysokých Tatrách, pod názvem aqua Bela quae fluit de miueis montibus (řeka Bela tekoucí z Sněžných hor – jak se historicky Tatry označovaly) se vzpomíná už v pozemkových listinách z roku 1285.
Ve starších latinských textech slovenský geograf Dávid Frolich (1639, 1644) řeku označuje Albula Amnis – Bílá bystřina, což vychází pravděpodobně z jejího horského bystřinného charakteru s množstvím štěrkovitých nánosů bílé barvy. Slovenský polyhistor Matej Bel v roce 1736 již upřednostňuje přívlastek Albula Kesmarkiensis – Kežmarská Bílá voda. Kartograficky ji poprvé znázornil v mapě Spiše Pavel Kray v roce 1715 s německým názvem Weiss Wasser.
Protože Bílých vod je mnoho, obvykle se v názvu říčky používá adjektivum Kežmarská Bílá voda nebo správněji Bílá voda Kežmarská, protože dodatkový místopisný prvek nelze považovat za konstantu natož za hlavní složku rozvitého názvu.
Řeka se jmenuje maďarsky Feher Patak, německy Weiss Wasser, polsky Biała Woda Kieżmarska nebo krátce Biała Woda.

## Tok řeky
Řeka vzniká soutokem Zeleného potoka, odvodňujícího dolinu Zeleného plesa a Bieleho potoka, přitékajícího z Doliny Bielych plies. Na svém toku přibírá Napájadlový potok, teče na východ podél Mlynčeků a nedaleko Kežmarku ústí do řeky Poprad.
Některé prameny za zdrojnici řeky chybně označují Biely potok, vytékající z Bielých ples. Ve smyslu většiny historických pramenů však toponyma Kežmarská Bílá voda označuje až tok od soutoku Bielého potoka s Zeleným potokem.

### Pravé přítoky
- Napájadlový potok
- Biely potok

### Levé přítoky
- Zelený potok

## Splavnost
Kežmarská Bielá voda není splavná s ohledem na nízký průtok a množství kamenů v řečišti. V případě vysoké vody je teoreticky splavná od městečka Mlynčeky, resp. od Cesty svobody (prvosplav).

### Obtížnost Kežmarské Biele vody
- WV IV +

## Města a vesnice na toku Kežmarské Biele vody
- Kežmarské Žľaby
- Mlynčeky
- Kežmarok